# Ciklosporin
Ciklosporín, tudi ciklosporín A, je zdravilo za zaviranje imunske odzivnosti. Uporablja se peroralno in intravensko, in sicer pri zdravljenju revmatoidnega artritisa, luskavice, crohnove bolezni, nefrotičnega sindroma, preprečevanjev zagonov multiple skleroze in za preprečevanje zavrnitve organa po presaditvi. V obliki kapljic za oko se uporablja za zdravljenje suhega očesa.
Med pogoste neželene učinke spadajo povišan krvni tlak, glavobol, ledvične težave, pospešena rast dlak in bruhanje. Med hudimi neželenimi učinki, ki jih lahko povzroči uporaba ciklosporina, so povečana dovzetnost za okužbe, jetrne težave in povečano tveganje za pojav limfoma. Za zmanjšanje tveganja neželenih učinkov je potrebno spremljanje koncentracije ciklosporina v krvi. Uporaba med nosečnostjo lahko povzroči prezgodnji porod, vendar pa po podatkih, ki so na voljo, ne povzroča nepravilnosti v razvoju plodu.
Ciklosporin deluje preko zmanjšanja aktivnosti limfocitov. Tvori komplekse s ciklofilinom in s tem zavre fosfatazno aktivnost kalcinevrina, posledično pa se zavre tvorba vnetnih citokinov v limfocitih T.
Cikosporin so iz glive Tolypocladium inflatum prvič osamili leta 1971, leta 1983 pa so ga začeli klinično uporabljati. Uvrščen je na seznam osnovnih zdravil Svetovne zdravstvene organizacije, torej med najpomembnejša učinkovita in varna zdravila, potrebna za normalno zagotavljanje zdravstvene oskrbe.

## Klinična uporaba
Ciklosporin je odobren za uporabo pri preprečevanju ali zdravljenju reakcije presadka proti prejemniku, pri preprečevanju zavračanja presadka po presaditvi čvrstega organa ter preprečevanju zavrnitve presadka po alogeni presaditvi kostnega mozga in matičnih celic. Raziskave so pokazale, da podaljša preživetje alogenih presadkov kože, srca, ledvic, trebušne slinavke, kostnega mozga, tankega črevesa in pljuč.
Uporablja se tudi za zdravljenje revmatoidnega artritisa in luskavice, v obliki kapljic za oko pa za zdravljenje suhega očesa, ki je pogost simptom sjögrenovega sindroma, in dolgotrajnega numularnega keratitisa, ki je posledica adenovirusnega keratokonjunktivitisa.

## Farmakologija

### Mehanizem delovanja
Glavni učinek ciklosporina je zaviranje aktivnosti limfocitov T in s tem njihovega imunskega odziva. Veže se na ciklofilin, večfunkcijsko beljakovino, ki pospešuje zvijanje drugih beljakovin, deluje kot šaperon in uravnava aktivnost drugih beljakovin. Med ciklosporinom in ciklofilinom se tvori kompleks, ki zavre fosfatazno dejavnost kalcinevrina, kar je sicer potrebno za aktivacijo prepisovalnih dejavnikov, ki zvišajo izražanje vnetnih citokinov,  med drugim interlevkina 2.